# Curtains
Curtains – solowa płyta Johna Frusciante, wieńcząca serię 6 albumów w ciągu 6 miesięcy. Wydana została w 2005 roku nakładem Record Collection. Curtains nagrana została na ośmiościeżkowym magnetofonie z 1970 roku. W nagraniach asystowali: Carla Azar, Ken Wylde oraz Omar Rodriguez.

## Lista utworów
1. „The Past Recedes” – 3:53
2. „Lever Pulled” – 2:22
3. „Anne” – 3:35
4. „The Real” – 3:06
5. „A Name” – 2:03
6. „Control” – 4:29
7. „Your Warning” – 3:33
8. „Hope” – 1:56
9. „Ascension” – 2:52
10. „Time Tonight” – 3:12
11. „Leap Your Bar” – 2:36